# Marcelo Arévalo
Marcelo Arévalo (Sonsonate, 17 oktober 1990) is een professionele tennisspeler uit El Salvador en in het internationale tenniscircuit voornamelijk actief als dubbelspeler.

## Palmares
| Legenda                       | Legenda               |
| ----------------------------- | --------------------- |
| Grand Slam                    |                       |
| Olympische Spelen             |                       |
| tot 2009                      | vanaf 2009            |
| Tennis Masters Cup            | ATP Finals            |
| ATP Masters Series            | ATP Tour Masters 1000 |
| ATP International Series Gold | ATP Tour 500          |
| ATP International Series      | ATP Tour 250          |

### Enkelspel
| Nr.                  | Datum             | Toernooi        | Ondergrond | Tegenstander in finale | Score            |
| -------------------- | ----------------- | --------------- | ---------- | ---------------------- | ---------------- |
| gewonnen challengers |                   |                 |            |                        |                  |
| 1.                   | 10 september 2017 | Bogota          | Gravel     | Daniel Elahi Galán     | 7-5, 6-4         |
| 2.                   | 1 april 2018      | San Luis Potosi | Gravel     | Roberto Cid Subervi    | 6-3, 6-7(3), 6-4 |
| 3.                   | 22 april 2018     | Guadalajara     | Hardcourt  | Christopher Eubanks    | 6-4, 5-7, 7-6(4) |

### Mannendubbelspel
| Nr.                  | Datum             | Toernooi             | Ondergrond    | Partner                   | Tegenstanders in finale                             | Score                  |         |
| -------------------- | ----------------- | -------------------- | ------------- | ------------------------- | --------------------------------------------------- | ---------------------- | ------- |
| gewonnen finales     |                   |                      |               |                           |                                                     |                        |         |
| 1.                   | 4 augustus 2018   | ATP Cabo San Lucas   | Hardcourt     | Miguel Ángel Reyes-Varela | Taylor Fritz Thanasi Kokkinakis                     | 6-4, 6-4               | details |
| 2.                   | 27 augustus 2021  | ATP Winston-Salem    | Hardcourt     | Matwé Middelkoop          | Ivan Dodig Austin Krajicek                          | 6-7(5), 7-5, [10-6]    | details |
| 3.                   | 13 februari 2022  | ATP Dallas           | Hardcourt     | Jean-Julien Rojer         | Lloyd Glasspool Harri Heliövaara                    | 7–6(4), 6–4            | details |
| 4.                   | 20 februari 2022  | ATP Delray Beach (1) | Hardcourt     | Jean-Julien Rojer         | Oleksandr Nedovjesov Aisam-ul-Haq Qureshi           | 6-2, 6-7(5), [10-4]    | details |
| 5.                   | 4 juni 2022       | Roland Garros        | Gravel        | Jean-Julien Rojer         | Ivan Dodig Austin Krajicek                          | 6–7(4), 7–6(5), 6–3    | details |
| 6.                   | 23 oktober 2022   | ATP Stockholm        | Hardcourt (i) | Jean-Julien Rojer         | Lloyd Glasspool Harri Heliövaara                    | 6–3, 6–3               | details |
| 7.                   | 14 januari 2023   | ATP Adelaide 2       | Hardcourt     | Jean-Julien Rojer         | Ivan Dodig Austin Krajicek                          | teruggetrokken         | details |
| 8.                   | 19 februari 2023  | ATP Delray Beach (2) | Hardcourt     | Jean-Julien Rojer         | Rinky Hijikata Reese Stalder                        | 6–3, 6–4               | details |
| 9.                   | 13 augustus 2023  | ATP Montreal/Toronto | Hardcourt     | Jean-Julien Rojer         | Rajeev Ram Joe Salisbury                            | 6-3, 6-1               | Details |
| verloren finales     |                   |                      |               |                           |                                                     |                        |         |
| 1.                   | 21 juli 2018      | ATP Newport          | Gras          | Miguel Ángel Reyes-Varela | Jonathan Erlich Artem Sitak                         | 1-6, 2-6               | details |
| 2.                   | 21 juli 2019      | ATP Newport          | Gras          | Miguel Ángel Reyes-Varela | Marcel Granollers Serhij Stachovsky                 | 7-6(10), 4-6, [11-13]  | details |
| 3.                   | 29 februari 2020  | ATP Santiago         | Gravel        | Jonny O'Mara              | Roberto Carballés Baena Alejandro Davidovich Fokina | 6-7(3), 1-6            | details |
| 4.                   | 26 februari 2022  | ATP Acapulco         | Hard          | Jean-Julien Rojer         | Feliciano López Stéfanos Tsitsipás                  | 5–7, 4–6               | details |
| gewonnen challengers |                   |                      |               |                           |                                                     |                        |         |
| 1.                   | 7 september 2013  | Manta                | Hardcourt     | Sergio Galdós             | Alejandro González Carlos Salamanca                 | 6-3, 6-4               |         |
| 2.                   | 13 september 2015 | Barranquilla         | Gravel        | Sergio Galdós             | Duilio Beretta Mauricio Echazu                      | 6-1, 6-4               |         |
| 3.                   | 12 november 2016  | Bogota               | Gravel        | Sergio Galdós             | Ariel Behar Gonzalo Escobar                         | 6-4, 6-1               |         |
| 4.                   | 3 september 2017  | Quito                | Gravel        | Miguel Ángel Reyes-Varela | Nicolás Jarry Roberto Quiroz                        | 4-6, 6-4, [10-7]       |         |
| 5.                   | 10 september 2017 | Bogota               | Gravel        | Miguel Ángel Reyes-Varela | Nikola Mektić Franko Škugor                         | 6-3, 3-6, [10-6]       |         |
| 6.                   | 17 september 2017 | Cary                 | Hardcourt     | Miguel Ángel Reyes-Varela | Mikelis Libietis Dennis Novikov                     | 6-7(6), 7-6(1), [10-6] |         |
| 7.                   | 21 oktober 2017   | Cali                 | Gravel        | Miguel Ángel Reyes-Varela | Sergio Galdós Fabrício Neis                         | 6-3, 6-4               |         |
| 8.                   | 4 november 2017   | Guayaquil            | Gravel        | Miguel Ángel Reyes-Varela | Hugo Dellien Federico Zeballos                      | 6-1, 6-7(6), [10-6]    |         |
| 9.                   | 11 februari 2018  | San Francisco        | Hardcourt (i) | Roberto Maytín            | Luke Bambridge Joe Salisbury                        | 6-3n 6-7(65), [10-7]   |         |
| 10.                  | 1 april 2018      | San Luis Potosi      | Gravel        | Miguel Ángel Reyes-Varela | Jay Clarke Kevin Krawietz                           | 6-1, 6-4               |         |
| 11.                  | 22 april 2018     | Guadalajara          | Hardcourt     | Miguel Ángel Reyes-Varela | Brydan Klein Ruan Roelofse                          | 7-6(3), 7-5            |         |
| 12.                  | 20 mei 2018       | Lissabon             | Gravel        | Miguel Ángel Reyes-Varela | Tomasz Bednarek Hunter Reese                        | 6-3, 3-6, [10-1]       |         |

### Gemengd dubbelspel
| Nr.              | Datum             | Toernooi | Ondergrond | Partner        | Tegenstanders in finale        | Score    |         |
| ---------------- | ----------------- | -------- | ---------- | -------------- | ------------------------------ | -------- | ------- |
| verloren finales |                   |          |            |                |                                |          |         |
| 1.               | 11 september 2021 | US Open  | Hardcourt  | Giuliana Olmos | Desirae Krawczyk Joe Salisbury | 5-7, 2-6 | details |

## Resultaten grote toernooien
| Legenda | Legenda                          |
| ------- | -------------------------------- |
| g.t.    | geen toernooi gehouden           |
| l.c.    | lagere categorie                 |
| –       | niet deelgenomen                 |
| G       | uitgeschakeld in de groepsfase   |
| 1R      | uitgeschakeld in de eerste ronde |
| 2R      | uitgeschakeld in de tweede ronde |
| 3R      | uitgeschakeld in de derde ronde  |
| 4R      | uitgeschakeld in de vierde ronde |
| KF      | uitgeschakeld in de kwartfinale  |
| HF      | uitgeschakeld in de halve finale |
| F       | de finale verloren               |
| W       | het toernooi gewonnen            |
| w-v     | winst/verlies-balans             |

### Mannendubbelspel
| Grandslamtoernooien |     |      |      |      |      |      |      |   |
| Australian Open     | –   | –    | 2R   | KF   | KF   | 1R   | KF   |   |
| Roland Garros       | –   | 3R   | 2R   | 2R   | 3R   | W    | KF   |   |
| Wimbledon           | 1R  | 2R   | 2R   | g.t. | –    | 1R   | 2R   |   |
| US Open             | –   | 1R   | 3R   | 2R   | 1R   | HF   | 3R   |   |
| ATP Finals          |     |      |      |      |      |      |      |   |
| ATP Finals          | –   | –    | –    | –    | –    | G    | –    |   |
| ATP Masters 1000    |     |      |      |      |      |      |      |   |
| Indian Wells        | –   | –    | –    | g.t. | 2R   | 2R   | 1R   |   |
| Miami               | –   | –    | –    | g.t. | KF   | 1R   | 1R   |   |
| Monte Carlo         | –   | –    | –    | g.t. | –    | HF   | KF   |   |
| Madrid              | –   | –    | –    | g.t. | –    | –    | HF   |   |
| Rome                | –   | –    | –    | –    | HF   | 1R   | 1R   |   |
| Montreal/Toronto    | –   | –    | –    | g.t. | –    | KF   | W    |   |
| Cincinnati          | –   | –    | –    | –    | HF   | KF   | 2R   |   |
| Shanghai            | –   | –    | –    | g.t. | g.t. | g.t. | KF   |   |
| Parijs              | –   | –    | –    | 2R   | –    | 2R   | 2R   |   |
| Olympische Spelen   |     |      |      |      |      |      |      |   |
| Olympische Spelen   | –   | g.t. | g.t. | g.t. | –    | g.t. | g.t. |   |
| Statistieken        |     |      |      |      |      |      |      |   |
| titels per jaar     | 0   | 1    | 0    | 0    | 1    | 4    | 2    | 0 |
| Eindejaarsranking   | 119 | 54   | 71   | 52   | 31   | 6    | 19   |   |

### Gemengd dubbelspel
| Grandslamtoernooien |   |      |      |  |
| Australian Open     | – | 2R   | 2R   |  |
| Roland Garros       | – | 1R   | KF   |  |
| Wimbledon           | – | 1R   | KF   |  |
| US Open             | F | 1R   | 2R   |  |
| Olympische Spelen   |   |      |      |  |
| Olympische Spelen   | – | g.t. | g.t. |  |